# Naturbahnrodel-Weltcup 2007/08
Der Naturbahnrodel-Weltcup 2007/08 wurde in drei Disziplinen und in jeweils sechs Saisonrennen ausgetragen.

## Damen-Einsitzer

### Ergebnisse
| Datum                     | Ort              | Siegerin               | Zweite                 | Dritte            |
| ------------------------- | ---------------- | ---------------------- | ---------------------- | ----------------- |
| 22. bis 23. Dezember 2007 | Moos in Passeier | Renate Gietl           | Jekaterina Lawrentjewa | Melanie Batkowski |
| 12. bis 13. Januar 2008   | Umhausen         | Jekaterina Lawrentjewa | Melanie Batkowski      | Renate Kasslatter |
| 19. bis 20. Januar 2008   | Umhausen         | Jekaterina Lawrentjewa | Renate Gietl           | Marlies Wagner    |
| 26. bis 27. Januar 2008   | Latsch           | Jekaterina Lawrentjewa | Renate Gietl           | Julija Wetlowa    |
| 22. bis 23. Februar 2008  | Železniki        | Jekaterina Lawrentjewa | Renate Gietl           | Melanie Batkowski |
| 24. Februar 2008          | Železniki        | Jekaterina Lawrentjewa | Melanie Batkowski      | Renate Gietl      |

### Weltcupstand
Endstand nach sechs Rennen (ein Streichresultat)
| Rang | Name                   | Punkte |
| ---- | ---------------------- | ------ |
| 1    | Jekaterina Lawrentjewa | 500    |
| 2    | Renate Gietl           | 425    |
| 3    | Melanie Batkowski      | 370    |
| 4    | Renate Kasslatter      | 300    |
| 5    | Julija Wetlowa         | 281    |
| 6    | Marlies Wagner         | 259    |
| 7    | Tina Unterberger       | 219    |
| 8    | Evelyn Lanthaler       | 188    |
| 9    | Katrin Mladek          | 175    |

| Rang | Name              | Punkte |
| ---- | ----------------- | ------ |
| 10   | Melanie Schwarz   | 171    |
| 11   | Kinga Gawlas      | 164    |
| 12   | Nina Bučinel      | 160    |
| 13   | Veronika Nachmann | 152    |
| 14   | Irma Karišik      | 146    |
| 15   | Tamara Schwarz    | 117    |
| 16   | Michaela Maurer   | 068    |
| 17   | Marisa Clara      | 055    |
| 18   | Natalia Waniczek  | 028    |

## Herren-Einsitzer

### Ergebnisse
| Datum                     | Ort              | Sieger                | Zweiter             | Dritter               |
| ------------------------- | ---------------- | --------------------- | ------------------- | --------------------- |
| 22. bis 23. Dezember 2007 | Moos in Passeier | Patrick Pigneter      | Anton Blasbichler   | Gernot Schwab         |
| 12. bis 13. Januar 2008   | Umhausen         | Florian Breitenberger | Patrick Pigneter    | Gerald Kammerlander   |
| 19. bis 20. Januar 2008   | Umhausen         | Gernot Schwab         | Patrick Pigneter    | Florian Breitenberger |
| 26. bis 27. Januar 2008   | Latsch           | Patrick Pigneter      | Hannes Clara        | Robert Batkowski      |
| 22. bis 23. Februar 2008  | Železniki        | Patrick Pigneter      | Gerald Kammerlander | Michael Scheikl       |
| 24. Februar 2008          | Železniki        | Patrick Pigneter      | Gerald Kammerlander | Robert Batkowski      |

### Weltcupstand
Endstand nach sechs Rennen (ein Streichresultat)
| Rang | Name                  | Punkte |
| ---- | --------------------- | ------ |
| 01   | Patrick Pigneter      | 485    |
| 02   | Gerald Kammerlander   | 332    |
| 03   | Florian Breitenberger | 331    |
| 04   | Gernot Schwab         | 314    |
| 05   | Robert Batkowski      | 305    |
| 06   | Anton Blasbichler     | 259    |
| 07   | Hannes Clara          | 249    |
| 08   | Matthias Rainer       | 235    |
| 09   | Michael Scheikl       | 208    |
| 10   | Florian Batkowski     | 199    |
| 11   | Thomas Kammerlander   | 172    |
| 12   | Georg Maurer          | 156    |
| 13   | Marcus Grausam        | 142    |
| 14   | Björn Kierspel        | 140    |
| 15   | Iwan Lasarew          | 131    |
| 16   | Martin Psenner        | 130    |
| 17   | Adam Jędrzejko        | 118    |
| 18   | Kaj Johnson           | 115    |
| 19   | Damian Waniczek       | 108    |
| 20   | Thomas Schopf         | 106    |
| 21   | Christian Wichan      | 105    |
| 22   | Galabin Bozew         | 095    |
| 23   | Miha Meglič           | 094    |

| Rang | Name                 | Punkte |
| ---- | -------------------- | ------ |
| 24   | Andrzej Laszczak     | 85     |
| 25   | Rudi Resch           | 82     |
| 26   | Markus Wichan        | 80     |
| 27   | Jewhen Prysjaschnjuk | 76     |
| 28   | Žiga Pagon           | 75     |
| 29   | Witalij Sacharow     | 74     |
| 30   | John Gibson          | 63     |
| 31   | Andreas Castiglioni  | 60     |
| 32   | Matic Nemc           | 59     |
| 33   | Luka Švab            | 58     |
|      | Ihor Senjuk          | 58     |
| 35   | Marjan Husner        | 52     |
| 36   | Tschawdar Arsow      | 51     |
| 37   | Stojan Stankow       | 36     |
|      | Florian Clara        | 36     |
| 39   | Petar Sawow          | 29     |
| 40   | Jure Ramovš          | 28     |
| 41   | David Scott          | 27     |
| 42   | Žiga Šolar           | 25     |
| 43   | Dominik Wagner       | 24     |
| 44   | Matthew Painter      | 16     |
| 45   | Patrick Nowik        | 11     |
| 46   | Stefan Rajkow        | 10     |

## Doppelsitzer

### Ergebnisse
| Datum                     | Ort              | Sieger                         | Zweiter                          | Dritter                             |
| ------------------------- | ---------------- | ------------------------------ | -------------------------------- | ----------------------------------- |
| 22. bis 23. Dezember 2007 | Moos in Passeier | Patrick Pigneter Florian Clara | Andrzej Laszczak Damian Waniczek | Christian Schatz Gerhard Mühlbacher |
| 12. bis 13. Januar 2008   | Umhausen         | Patrick Pigneter Florian Clara | Pawel Porschnew Iwan Lasarew     | Christian Schatz Gerhard Mühlbacher |
| 19. bis 20. Januar 2008   | Umhausen         | Patrick Pigneter Florian Clara | Pawel Porschnew Iwan Lasarew     | Christian Schatz Gerhard Mühlbacher |
| 26. bis 27. Januar 2008   | Latsch           | Patrick Pigneter Florian Clara | Andrzej Laszczak Damian Waniczek | Pawel Porschnew Iwan Lasarew        |
| 22. bis 23. Februar 2008  | Železniki        | Patrick Pigneter Florian Clara | Pawel Porschnew Iwan Lasarew     | Alexander Jegorow Pjotr Popow       |
| 24. Februar 2008          | Železniki        | Patrick Pigneter Florian Clara | Pawel Porschnew Iwan Lasarew     | Alexander Jegorow Pjotr Popow       |

### Weltcupstand
Endstand nach sechs Rennen (ein Streichresultat)
| Rang | Name                                  | Punkte |
| ---- | ------------------------------------- | ------ |
| 1    | Patrick Pigneter – Florian Clara      | 500    |
| 2    | Pawel Porschnew – Iwan Lasarew        | 410    |
| 3    | Andrzej Laszczak – Damian Waniczek    | 336    |
| 4    | Christian Schatz – Gerhard Mühlbacher | 315    |
| 5    | Alexander Jegorow – Pjotr Popow       | 301    |
| 6    | Björn Kierspel – Christian Wichan     | 254    |
| 7    | Martin Mayerhofer – Siegfried Truppe  | 219    |
| 8    | Galabin Bozew – Tschawdar Arsow       | 179    |
| 9    | Jewhen Prysjaschnjuk – Marjan Husner  | 172    |

| Rang | Name                               | Punkte |
| ---- | ---------------------------------- | ------ |
| 10   | Witalij Sacharow – Ihor Senjuk     | 170    |
| 11   | Rupert Brüggler – Tobias Angerer   | 165    |
| 12   | Denis Alimow – Roman Molwistow     | 124    |
| 13   | Thomas Weiss – Andreas Leiter      | 106    |
| 14   | Christoph Knauder – Thomas Knauder | 105    |
| 15   | Christian Schopf – Herbert Kögl    | 050    |
| 16   | Philipp Antholzer – Rudi Resch     | 042    |
| 17   | Guido Hilgarter – Jan Huber        | 039    |
| 18   | Tschawdar Arsow – Petar Sawow      | 032    |

## Nationenwertung
| Rang | Land        | Punkte |
| ---- | ----------- | ------ |
| 1    | Italien     | 4123   |
| 2    | Österreich  | 3927   |
| 3    | Russland    | 1993   |
| 4    | Deutschland | 1196   |
| 5    | Polen       | 0919   |
| 6    | Ukraine     | 0664   |

| Rang | Land                    | Punkte |
| ---- | ----------------------- | ------ |
| 07   | Slowenien               | 499    |
| 08   | Bulgarien               | 432    |
| 09   | Kanada                  | 199    |
| 10   | Bosnien und Herzegowina | 146    |
| 11   | Vereinigtes Königreich  | 043    |
| 12   | Schweden                | 011    |